# O Forasteiro
O Forasteiro é um romance do escritor brasileiro Joaquim Manoel de Macedo, publicado em 1855.